# Талдыкорган (станция)
Станция Талдыкорган (каз. Талдықорған станциясы) — железнодорожная станция Казахстанских железных дорог, на линии Карабулак — Талдыкорган, расположенная в Талдыкоргане. На 2022 год пассажирских перевозок нет.

## История
Станция открыта в 1949 году, первоначально под названием Семиречье, с 1957 Талды-Курган, с 29 ноября 2017 года современное название.